# Dalophia luluae
Dalophia luluae är en ödleart som beskrevs av  Witte och LAURENT 1942. Dalophia luluae ingår i släktet Dalophia och familjen Amphisbaenidae. Inga underarter finns listade i Catalogue of Life.